# 我係Tuna Fi
《我係TUNA FI》（英語：I Am Tuna Fi）是香港亞洲電視製作的時裝劇，于1990年11月首播，共20集，由陳澤成監製。

## 劇情介紹
為人仗義，個性倔強的制衣廠女工Tuna Fi（何美婷飾）經過打拼後，成為一名都市白領麗人。事業成功之余，她卻在感情路上屢遭挫折，先後與三個性格身份各異的男人發展感情而未果。後來，她與昔日的暗戀對象陳家樂（鄧浩光飾）重逢，並與他交往，卻陷入了與好朋友莊小敏（陳穎芝飾）的三角戀之中。在好友的哀求下，Tuna決定退出，準備前往菲律賓。對Tuna始終念念不忘的家樂其後理解了Tuna的苦衷，於是下定決心尋回真愛……

## 演員表
- 何美婷 飾 余黛娜（Tuna）
- 陳穎芝 飾 莊小敏
- 寶佩如 飾 阿　風
- 姜皓文 飾 何慣秋
- 鄧浩光 飾 楊家樂
- 詹秉熙 飾 朱潤祥
- 劉錫賢 飾 陳天佑
- 葉　霖 飾 阿　珍
- 淩腓力 飾 阿　成
- 鄭文霞 飾 佑　母
- 曾偉權 飾 李志剛（Jackson）
- 麥麗紅 飾 Dilice
- 敖　龍 飾 娜　父
- 黎少芳 飾 娜　母
- 萬斯敏 飾 阿　珠
- 陳麗雲 飾 三　姑
- 關偉倫 飾 勤表哥
- 盧希萊 飾 Stella
- 凌文海 飾 Henry
- 苑瓊丹 飾 Maria
- 鄒偉麟 飾 Ben
- 黃素歡 飾 Janet
- 吳廷燁 飾 K.K
- 吳聲發 飾 Sam
- 吳紫妍 飾 Cindy
- 龍炳基 飾 Robinson
- 李陽春 飾 同事甲
- 吳嘉華 飾 同事乙
- 佘文炳 飾 秋　父
- 李淩江 飾 陳公子
- 石中玉 飾 大陸客
- 王清河 飾 大陸客
- 陳巧儀 飾 阿　儀
- 羅耀雄 飾 社工甲
- 陳錦鴻 飾 社工乙